# Jardel Mello
Jardel da Silva Mello (Mogi das Cruzes, 22 de março de 1937 - Santos, 7 de fevereiro de 2008) foi um ator e diretor brasileiro de televisão e cinema.

## Trabalhos na televisão

### Como codiretor
Telenovelas
- O Progresso (1965), de Hélio Thys
- O Rebu (1974), de Bráulio Pedroso
- Pecado Capital (1975), de Janete Clair
- O Casarão (1976), de Lauro César Muniz
- Os Gigantes (1979), de Lauro César Muniz
- Sinal de Alerta (1978), de Dias Gomes
- O Pulo do Gato (1978), de Lauro César Muniz e Bráulio Pedroso
- Cara a Cara (1979), de Vicente Sesso
- Plumas e Paetês (1980), de Cassiano Gabus Mendes
- Meus Filhos, Minha Vida (1984), de Ismael Fernandes
- Uma Esperança no Ar (1985), de Amilton Monteiro e Ismael Fernandes
- Novo Amor (1986), de Manoel Carlos

Seriados
- Chico City (1978)
- Plantão de Polícia (1979)
- Chico Anysio Show (1984)

Minisséries
- Avenida Paulista (1982), de Leilah Assumpção, Luciano Ramos e Daniel Más
- Bandidos da Falange (1983), de Aguinaldo Silva e Doc Comparato
- Chapadão do Bugre (1988), de Antonio Carlos da Fontoura e Walter Avancini (também como intérprete).

### Como ator
- O Bolha (1969) .... Ibrahim
- Algemas de Ouro (1970)
- A Próxima Atração (1970) .... Alberto
- Minha Doce Namorada (1971) .... Tony
- Jerônimo, o Herói do Sertão (1972) .... Alonso
- O Semideus (1973) .... Dr. Paulo
- O Espigão (1974) .... Machado
- Dancin' Days (1978) .... João
- Água Viva (1980) .... Carlos
- Estrela de Fogo (1998) .... Roberto (pai de Otávio)
- Uga Uga (2000) .... Delegado Cunha
- O Clone (2002) .... Médico
- Malhação (2002) .... Comandante Rodolfo
- Agora É Que São Elas (2003) .... Dr. Matos
- Kubanacan (2003) .... Dualde
- Chocolate com Pimenta (2003) .... Romão
- Cabocla (2004) .... Coronel Olavo
- Esmeralda (2004) .... Dionísio
- Cristal (2006) .... Delegado Rodolfo
- O Profeta (2006) .... Jurandir

## Trabalhos no cinema
- O Gosto do Pecado (1980), de Cláudio Cunha
- A Estrela Nua (1984), de José Antônio Garcia e Ícaro Martins.